# Der Mann mit dem Laubfrosch
Der Mann mit dem Laubfrosch ist ein 1928 gedrehter deutscher Kriminal-Stummfilm von Gerhard Lamprecht mit Heinrich George in der Titelrolle.

## Handlung
In einem obskuren Hotel steigt ein noch obskurerer, namenlos bleibender Gast ab. Es ist ein kräftig gebauter, aber gut gewandeter Herr mit Regenschirm, der einen Laubfrosch im Glas mit sich führt. Jener Mann treibt sich vorzugsweise in den Gängen und auf den Treppen der Herberge herum, angeblich, um für sein Tier Fliegen als Nahrung aufzutreiben. Doch ganz offensichtlich treibt ihn mehr als nur das um: Der Mann horcht auch an Türen und deren Schlüssellöchern. 
Zur selben Zeit: Die junge Yvette Bruneaux, einzige Tochter eines Kunsthändlers, beabsichtigt die Verlobung mit ihrem adeligen Verlobten Henri Vallencours zu feiern, als ihre seit langem verschollene Mutter auftaucht. Lou Bruneaux hatte einst Gatte und Tochter verlassen, um mit einem nichtsnutzigen Tagedieb und Abenteurer durchzubrennen. Sie braucht jetzt dringend Geld und interessiert sich für den Glückstag ihrer Tochter nur insoweit, als dass sie Yvette den Brautschmuck stiehlt. Eine Reihe von Ereignissen führen sie in das Hotel, wo der Mann mit dem Laubfrosch abgestiegen ist. 
Hier findet man wenig später ihre Leiche; der alleingelassene Ehemann, Monsieur Bruneaux, wird des Mordes verdächtigt. Der aber hat genauso wenig die Tat begangen wie der Laubfrosch-Halter, der vielmehr ein gewiefter Kriminalist ist. Bald hat er den wahren Mörder ermittelt: es waren der Hoteldiener und das Stubenmädchen, seine Komplizin. Die Spürnase hatte sich in dem Hotel einquartiert, weil er diesem Verbrecherpärchen schon seit geraumer Zeit auf der Spur war. Yvette und ihr Liebster Henri können nun ungestört den Bund des Lebens eingehen.

## Produktionsnotizen
Der Mann mit dem Laubfrosch passierte die Zensur am 22. Dezember 1928 und wurde am 4. Februar 1929 uraufgeführt. Der Film besaß acht Akte, verteilt auf 2434 Meter und erhielt Jugendverbot.
Franz Vogel übernahm die Produktionsleitung. Otto Moldenhauer entwarf die Filmbauten. Die 19-jährige Erika Dannhoff gab hier ihr Filmdebüt.

## Kritiken
Die Österreichische Film-Zeitung schrieb: „Die starke Spannung, welche von dem ungemein effektvoll gestalteten Detektivfilm ausgeht, macht denselben außerordentlich interessant und anziehend, man verfolgt atemlos den Verlauf der überaus geschickt und undurchsichtig geführten Handlung, deren Lösung den Beschauer überrascht.“
Paimann’s Filmlisten resümierte: „Ein Sujet, frei von Kitsch, nach verheißungsvoller Exposition bis zum Ende spannend, sorgfältig inszeniert, die Darsteller ausgezeichnete Kollektivleistungen bietend.“